# Riosucio (Caldas)

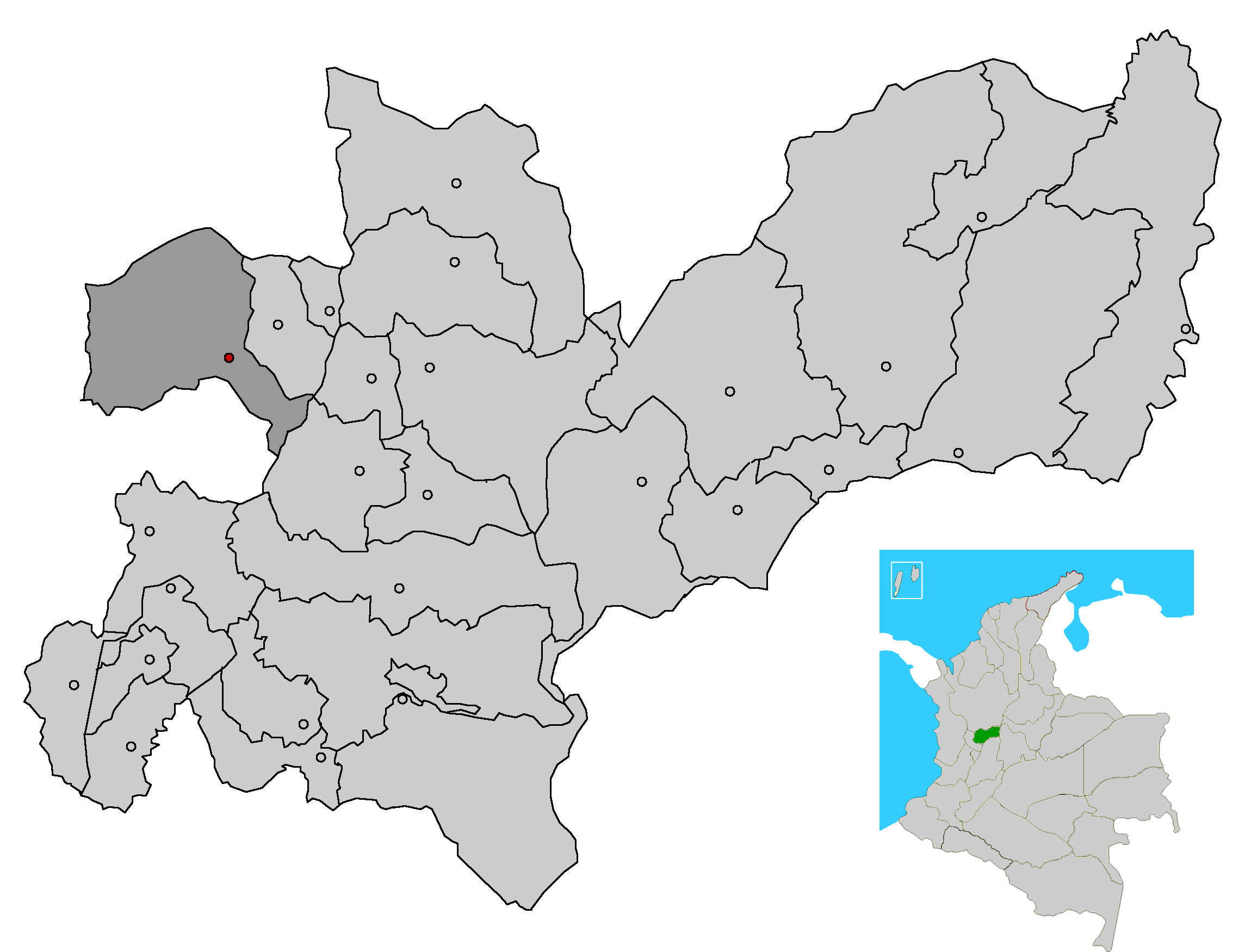
Localização de Riosucio no departamento de Caldas.

Riosucio é um município localizado no departamento colombiano de Caldas.
Riosucio é reconhecido por seu carnaval, que tem como personagem principal o Diabo, e também por o grande número de comemorações típicas. Está situado ao ocidente do estado de Caldas. As pessoas nativas de Riosucio são chamadas Riosuceños.